# Hypopyra longimacula
Hypopyra longimacula är en fjärilsart som beskrevs av W. Warren 1913. Hypopyra longimacula ingår i släktet Hypopyra och familjen nattflyn. Inga underarter finns listade i Catalogue of Life.